# Ambrosia artemisiifolia
Ambrosia artemisiifolia, é uma planta herbácea do género ambrosia, pertencente à família botânica asteraceae. Esta planta é nativa da América do Norte. A partir de finais do século XIX e inícios do século XX, esta planta foi introduzida na Europa, apesar da indesejável presença invasiva que causa alergias graves como a polinose.

## Descrição
Trata-se de uma erva que atinge um tamanho de 50 a 80 cm de altura. As folhas possuem pequenas saliências pontiagudas e são aveludadas. As flores tem uma cor verde amarelado, e agrupam-se nas partes terminais dos ramos em forma de largas espigas. O seu pólen é disperso pelo vento e caracteriza-se por ser um forte alérgeno para várias pessoas, causando febre do feno. A ambrósia comum emerge no final da primavera, libertando as sementes durante finais do verão.